# Le Joueur de flûte de Hamelin

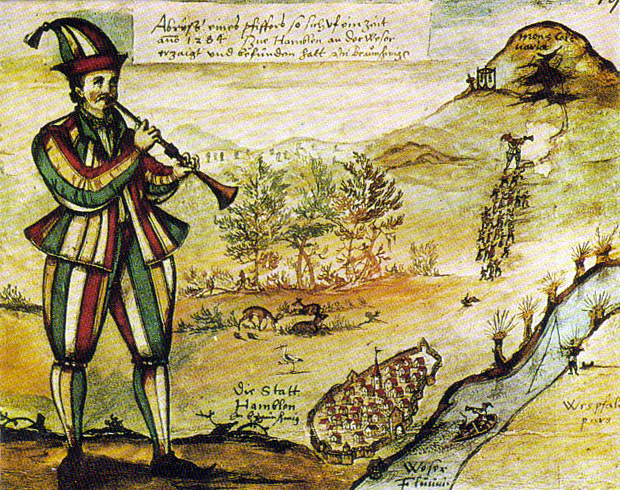
La plus ancienne représentation du joueur de flûte (1592), aquarelle d'Augustin von Moersperg, d'après le vitrail d'une église de Hamelin (ici l'instrument représenté n'est pas une flûte mais un hautbois).

Le Joueur de flûte de Hamelin est une légende allemande, transcrite notamment par les frères Grimm et connue sous le titre original Der Rattenfänger von Hameln (L'Attrapeur de rats de Hamelin).
Elle évoque un désastre censé être survenu le 26 juin 1284 dans la ville de Hamelin (Hameln) en Allemagne.

## Le conte
En l'an 1284, alors que la ville de Hamelin est envahie par les rats et que les habitants meurent de faim, un joueur de flûte inconnu arriva dans la ville et se présenta comme un dératiseur. Les habitants de Hamelin promettent au joueur  de flûte une prime de mille écus pour débarrasser la commune des rats qui l'infestent. L'homme prend sa flûte et, par sa musique, attire les rats qui le suivent jusqu'à la Weser, la rivière qui arrose la ville, où ils se noient. Bien que la ville soit ainsi libérée des rongeurs, les habitants reviennent sur leur promesse et refusent de payer le joueur de flûte, le chassant à coups de pierres.
Il quitte le pays, mais revient quelques semaines plus tard pour se venger, le dimanche 26 juin. Alors que les habitants sont réunis à l'église, il joue de nouveau de sa flûte, attirant cette fois les enfants de Hamelin. Cent trente garçons, filles et servantes le suivent hors de la ville jusqu'à une grotte qui se referme derrière eux. Le joueur de flûte emmène les enfants de Hamelin non pas à la rivière, mais vers une montagne. Les parents, eux, ne les reverront jamais.

## Origines
Les premières mentions de cette histoire semblent remonter à un vitrail placé dans l'église de Hamelin (Allemagne) aux environs de 1300 et décrit dans différents documents entre les XIVe et XVIIe siècles, mais détruit peu après ; il a inspiré une aquarelle d'Augustin von Moersperg, en 1592. Inspirée des descriptions de l'époque, une version moderne de ce vitrail a été créée par Hans Dobbertin. Elle inclut notamment une représentation colorée du personnage du joueur de flûte et différents enfants habillés de blanc.
Ce vitrail est généralement considéré comme ayant été créé en mémoire du tragique événement qui serait survenu dans la ville. Mais malgré de nombreuses recherches, on n'a pu trouver d'événement historique auquel rattacher la légende. Quant aux rats, leurs premières mentions datent de la fin du XVIe siècle. Ils ne figurent pas dans les évocations plus anciennes.
Les théories qui se sont vu attribuer une certaine crédibilité peuvent être groupées en quatre catégories :
- Les enfants furent victimes d'un accident et se trouvèrent noyés dans la Weser, ou furent ensevelis dans un glissement de terrain.
- Des enfants contaminés par une épidémie furent conduits hors de la ville pour protéger les autres habitants. Une forme de la peste a été évoquée. D'autres attribuent la danse des enfants à une maladie : la chorée de Sydenham (ou danse de Saint-Guy). Ces théories identifient le joueur de flûte à la personnification de la mort.
- Les enfants quittèrent la ville pour prendre part à un pèlerinage, une campagne militaire ou une nouvelle croisade d'enfants, mais ne retournèrent jamais chez leurs parents. Ces théories présentent le joueur de flûte inconnu comme leur dirigeant ou recruteur.
- Les enfants voulaient quitter leurs parents et Hamelin pour créer leur propre village, à l'époque de la colonisation de l'Europe orientale. De nombreux villages et villes furent en effet fondés à cette époque dans l'est de l'Europe par des colons, notamment allemands, venus de l'Europe occidentale. Ici aussi le joueur de flûte serait leur chef.

Une autre possibilité est que l'incident soit une réminiscence d'une crise de la « danse de Saint-Guy », ou une tradition de danse superstitieuse, pratiques qui ont été observées dans de nombreuses contrées européennes dans la période de détente générale suivant la Grande peste. La date de Verstegan/Browning, 1376, serait cohérente avec cette théorie[réf. nécessaire].
Cependant, la légende liée à l'émigration d'enfants en 1284 est si ancienne et si bien attestée que la date ne devrait pas être mise en doute. Les chercheurs considèrent généralement les théories de la quatrième catégorie comme les plus probables. Le joueur de flûte serait donc un recruteur pour la colonisation intervenue au XIIIe siècle, qui aurait emmené nombre de jeunes habitants de Hamelin aux confins orientaux de l'Empire germanique. Mais pour le chercheur local Gernot Hüsam, les enfants disparus dans les collines auraient été victimes d'un enlèvement criminel.
Decan Lude, originaire de Hamelin, déclare en 1384 avoir en sa possession un livre de chants contenant un verset en latin faisant le récit d'un témoin oculaire de l'événement. Ce verset aurait été écrit par sa grand-mère. Ce livre de chants est connu pour avoir été perdu à la fin du XVIIe siècle.
Une version allemande de ces vers semble cependant être parvenue jusqu'à nos jours, si l'on en croit une inscription de 1602-1603 trouvée à Hamelin :

« Anno 1284 am dage Johannis et Pauli

war der 26. junii

Dorch einen piper mit allerlei farve bekledet

gewesen CXXX kinder verledet binnen Hameln geboren

to calvarie bi den koppen verloren »

Ce qui peut être grossièrement traduit en français par :

« En l'an 1284, le jour de saint Jean et saint Paul

Soit le 26 juin

Par un flûtiste tout de couleurs vêtu,

130 enfants nés à Hamelin furent séduits

Et perdus au lieu du calvaire près des collines. »

« Koppen » (en français : collines) semble être une référence aux collines entourant la ville. Le vers ne permet pas de savoir de quelle colline il s'agirait.

## La légende et ses récits
Vers 1440, la Catena aurea de Henri de Herford (manuscrit de Lunebourg) serait le premier écrit mentionnant la légende. Elle mentionne un jeune homme qui arrive à Hamelin en 1284, le jour de la Saint-Jean, joue d'une flûte d'argent et attire 130 enfants hors de la ville, jusqu'à leur disparition. Dans la ville, un usage proscrit toujours de chanter ou jouer de la musique dans une rue, la Bungelosenstrasse, par respect pour les victimes.
En 1556, Jobus Fincelius mentionne la légende dans son ouvrage De miraculis sui temporis (« À propos des merveilles de son époque »). L'auteur identifie le joueur de flûte au diable.
Le plus vieux récit en anglais est celui de Richard Rowland Verstegan, un antiquaire et polémiste religieux, d'ascendance flamande, dans son ouvrage Restitution of Decayed Intelligence (Anvers, 1605). Malheureusement, il ne mentionne pas ses sources. Il y évoque les rats et l'idée que les enfants perdus se retrouvèrent en Transylvanie. Bizarrement, la date du drame est complètement différente de celle donnée plus haut : 22 juillet 1376. Le récit de Verstegan est intégré aux Wonders of the Visible World (1687) de Nathaniel Wanley, la source d'inspiration première du poème bien connu de Robert Browning (voir infra).
En 1803, Johann Wolfgang von Goethe écrit un poème inspiré de la légende. Il met plusieurs références à la légende dans sa version de Faust. La première partie du drame est publiée en 1808 et la seconde en 1832.
Les frères Grimm, Jacob et Wilhelm, incluent un récit de la légende dans leur recueil Deutsche Sagen (« Légendes allemandes », no 245, Die Kinder zu Hameln), publié pour la première fois en 1816. Ils citent onze sources. Selon leur récit, deux enfants restèrent en arrière, l'un étant aveugle et l'autre boiteux, et aucun des deux ne put suivre le groupe. Les autres se retrouvèrent en Transylvanie (Siebenbürgen en allemand).

## Postérité

### Littéraire
Prosper Mérimée raconte à son tour la légende en 1829 dans le récit Les Reîtres, premier chapitre de la Chronique du règne de Charles IX.
En se basant sur la version des frères Grimm, Robert Browning écrit un poème du même nom qui fut publié pour la première fois en 1842. Il situe l'événement le 22 juillet 1376.
La légende du joueur de flûte inspire en 1906 Selma Lagerlöf, l'écrivaine suédoise prix Nobel de littérature, pour son chapitre des rats noirs et des rats gris, dans Le Merveilleux voyage de Nils Holgersson, ou la poétesse russe Marina Tsvetaïeva dans son poème narratif Le Preneur de rats, publié pour la première fois en 1926, sous-titré « Satire lyrique » et dont la traduction est parue en français sous le titre Le Charmeur de rats aux Éditions La Barque en 2017, dans une traduction d'Éveline Amoursky.  (ISBN 9782917504239).
Le dénouement de Les Mouches de Jean-Paul Sartre (1943), reprend la légende en la situant dans la Grèce antique: « Écoutez encore ceci : un été, Scyros fut infestée par les rats. C'était une horrible lèpre, ils rongeaient tout ; les habitants de la ville crurent en mourir. Mais un jour, vint un joueur de flûte. Il se dressa au cœur de la ville – comme ceci. (Il se met debout.) Il se mit à jouer de la flûte et tous les rats vinrent se presser autour de lui. Puis il se mit en marche à longues enjambées, comme ceci (il descend du piédestal), en criant aux gens de Scyros : « Écartez-vous ! » (La foule s'écarte.) Et tous les rats dressèrent la tête en hésitant – comme font les mouches. Regardez ! Regardez les mouches ! Et puis tout d'un coup ils se précipitèrent sur ses traces. Et le joueur de flûte avec ses rats disparut pour toujours. Comme ceci. »
Les romans Le Joueur de flûte de Louis Hamelin, Le Fabuleux Maurice et ses rongeurs savants de Terry Pratchett et Le Roi des rats (en) de China Miéville, s'inspirent de cette légende.
Le poète français Guillaume Apollinaire réécrit cette légende dans son poème « Le Musicien de Saint-Merry » (Calligrammes, 1918).
L'Estrange Malaventure de Mirella (Flore Vesco) reprend ce conte dans un roman qui « révèle la vérité sur ce conte »[source secondaire souhaitée].
Tuer les rats de Louise No propose une réécriture de science-fiction de cette légende[source secondaire souhaitée].

### Musicale
Le 19 mars 1879, l'opéra Der Rattenfänger von Hameln composé par Victor Ernst Nessler est joué à Leipzig.
En 1880, le poème symphonique Der Rattenfänger von Hameln composé par Paul Geisler est joué à Magdebourg.
Hans, le joueur de flûte, opéra-comique de Louis Ganne créé en 1906.
Une chanson d'Hugues Aufray, Le Joueur de pipeau (1966), reprend la même légende. Cependant, dans la chanson la mort des enfants est modifiée. Le joueur de pipeau ne les enferme pas dans une grotte, il les noie dans la rivière pendant la nuit.
Une chanson de Gilles Vigneault, Le grand cerf-volant, présente plusieurs similitudes avec la légende du joueur de flûte d'Hamelin. Les enfants, cependant au nombre de « cent mille », sont emmenés sur un « grand cerf-volant, un côté rouge, un côté blanc (…) chez le mal méchant pour le détruire » et reviennent ensuite, « le cœur triomphant » et « chargés d'eux-mêmes », c'est-à-dire adultes, mûris par leur aventure, ce qui semble marquer le début d'une ère nouvelle (en effet, tout à la fin, « les dés [sont jetés] dans la main du temps »).
La chanson Symphony of Destruction du groupe de thrash metal Megadeth fait référence à cette légende. Elle fait le parallèle entre un dirigeant politique menant son peuple à la mort et la façon dont le joueur de flûte tue les rats. La chanson By and Down du groupe A Perfect Circle y fait aussi référence.
Hamelin, pour violoncelle seul et récitant, de Laurent Petitgirard, suite de quinze pièces qui évoquent le célèbre conte tel que le poète anglais Robert Browning l'avait écrit. Elle fut créée en 1984 au Festival de Lascours par Frédéric Lodéon et Sonia Pétrovna.
En 2017, le groupe BTS s'inspire de cette légende dans leur chanson Pied Piper dans laquelle ce sont leurs fans qui sont attirés par leur musique.

### Cinématographique et vidéo
Aux Pays-Bas, une série télévisée à succès des années 1970 s'inspire de la légende : Kunt u mij de weg naar Hamelen vertellen, mijnheer ? qui peut se traduire par « Monsieur, pouvez-vous m'indiquer la route vers Hamelin ? ». 
En 1972, le film de Jacques Demy Le Joueur de flûte est une adaptation directe du conte, qu'il situe lors de la peste noire de 1348 et associe à la persécution contre les Juifs.
On peut également citer le personnage de Freddy Krueger dans Les Griffes de la nuit (1984), grandement inspiré par l'histoire et le personnage du joueur de flûte de Hamelin.
Le film d'Atom Egoyan de 1997, De beaux lendemains (The Sweet Hereafter), utilise la légende, en particulier la version de Browning, comme parabole.
Le jeu vidéo Xenosaga Pied Piper qui s'inscrit dans la série Xenosaga s'inspire également de cette légende.
Le court-métrage anglais The Piper de Abbe Robison (2005), d'après une nouvelle de Kym Martindale, met en scène un joueur de flûte de sexe féminin qui entraîne dans la forêt les cafards qui envahissent l'appartement d'une jeune femme.
Dans la série télévisée Grimm, l'épisode 5 de la saison 1 Danse macabre raconte comment un jeune violoniste doué commande des rats et réussit à attirer des jeunes dans un entrepôt sombre pour se venger d'eux.
Dans le jeu vidéo sur PC Black and White, une quête invite à faire peur à un joueur de flûte pour qu'il libère des enfants d'une grotte.
Dans Once Upon a Time, Peter Pan, joué par Robbie Kay, est le joueur de flûte de Hamelin (saison 3, épisode 4 : Les Enfants Perdus).
Dans Sleepy Hollow (saison 2, épisode 4), le flûtiste est un mercenaire engagé en 1778 par un riche propriétaire américain, Daniel Lancaster. Il doit tuer des soldats anglais installés chez lui et devenus trop entreprenants envers ses filles. Après les avoir attirés hors de la maison grâce à sa flûte, le mercenaire les tue, mais au lieu d'être récompensé il est ensuite trahi et assassiné par Daniel Lancaster. Possédé par Moloch (ce qui explique sa grande rapidité), il revient à chaque génération réclamer son dû aux descendants du propriétaire. Il enlève leurs filles âgées de dix ans afin d'utiliser leurs os (de la bonne taille à cet âge) pour confectionner ses différentes flûtes. Si toutefois on lui reprend une fillette ou si on refuse de la lui livrer, il tuera en représailles tous les enfants de la famille, la malédiction se perpétuant à chaque génération.
Dans l'un des épisodes de Krypto le superchien, Isis s'empare de la flûte légendaire pour contrôler les rats de Gotham.
Le jeu Les Loups-garous de Thiercelieux, dans son extension Nouvelle Lune, a pour thème le joueur de flute dont le but est de charmer tout le village, en référence au joueur de flûte de Hamelin.
La série Silicon Valley décrit les aventures de quatre informaticiens qui vivent ensemble et essayent de percer dans la Silicon Valley, en Californie. Ils fondent leur propre société spécialisée dans les algorithmes de compression, et la nomment Pied Piper, un clin d'œil humoristique sur la façon d'attirer les investisseurs par de beaux discours, à la façon d'un joueur de flûte.
La sérié américaine télévisée The Society reprend également des éléments de l'histoire du joueur de flûte de Hamelin. Dans cette série, des parents refusent de payer un certain M. Pfeiffer qui a débarrassé la ville (West Ham) d'une odeur nauséabonde. Pour se venger, Pfeiffer emmène leurs enfants en autobus dans une reproduction de leur ville sans aucun adulte. Ils doivent lutter pour survivre et recréer une société, tout comme dans le roman Sa Majesté des mouches.
Dans la série Esprits criminels, l'un des épisodes de la saison 14 fait référence au joueur de flûte y compris dans son titre.
Dans la série espagnole La casa de papel, la deuxième partie de la deuxième saison décrit un complot baptisé Plan Hamelin et qui consiste à attirer la police loin du cerveau de l'opération grâce à un émetteur téléphonique installé dans une voiture. Il y est dit : « Il jouera un air de flûte, et tous les rats des environs s'élanceront derrière lui ».
Dans la série Munch, l'avocate du même nom y fait brièvement référence lorsqu'elle s'entretient avec un client dans un épisode de la saison 3.

### Bande dessinée et dessins animés
Krysar le joueur de flûte est un film tchécoslovaque réalisé par Jiří Barta et sorti en 1986. C'est une adaptation du conte du joueur de flûte de Hamelin.
Dans la bande dessinée Le Bal du rat mort, un vampire ne peut maîtriser les rats qui envahissent la ville d'Ostende, un pêcheur lui demandant : « Où est votre flûte ? ».
Dans le dessin animé SOS Fantômes, un fantôme déguisé joue de la flûte et emmène les enfants hors de la ville de New York, dans une décharge pour les noyer.
La légende du joueur de flûte est reprise dans le film d'animation japonais de Sailor Moon de 1995 : Sailor Moon Supers The Movie (Les 9 Sailor Senshi ensemble - Miracle dans le Black Dream Hole) (セーラー９戦士集結！ ブラック・ドリーム・ホールの奇跡), de Hiroki Shibata. Ce film est centré sur les enlèvements d'enfants par de mystérieux joueurs de flûte. Il commence avec un personnage qui joue de la flûte, sa musique magique étant appelée Sanji no Yosei (le compte de trois heures). Avec sa flûte, il hypnotise les enfants et les force à quitter leur maison et à le suivre. Chantant joyeusement, les enfants en pyjama suivent le musicien jusqu'à d'étranges vaisseaux volants et s'envolent dans le ciel. Sailor Moon et ses amies devront libérer les enfants kidnappés.
La série animée Hamelin no violin hiki (le violoniste d'Hamelin) s'inspire très librement de la légende.
Dans le light novel Mondaiji tachi ga isekai kara kuru sou desu yo ? écrit par Tatsunoko Tarou et illustré par Amano Yuu, l'histoire utilise la légende du Joueur de flûte comme base de son histoire dans le tome 2, ainsi que dans l'adaptation anime des studios Diomeda. Les personnages affrontent des personnifications de fléaux associés au joueur de flûte : la peste, les éboulements sismiques, la rivière et le joueur de flûte dans sa version traditionnelle. Ces événements surviennent durant les épisodes de l'arc « Le baptême du roi Dragon » lors de la saison 1.
Dans les tomes 3 et 4 du manga français Radiant, Tony Valente met en scène une joueuse de flûte nommée Hameline qui contrôle des créatures ayant la forme de rats géants, en référence évidente au joueur de flûte de Hamelin.
Dans l'épisode 16 de Tara Duncan, Cal ramène des commerçants transformés en rats au marché à poissons en jouant de la flûte.
Dans le film d'animation Shrek 4: il était une fin, un joueur de flûte apparaît comme un antagoniste secondaire, étant chasseur de primes et utilisant sa flute pour forcer ses ennemis à danser et les capturer.

### Autres
Dans le jeu de figurines Malifaux, l'un des personnages se nomme Hamelin, il a une flûte, peut diriger les rats et les figurines adverses et il a à son service des enfants décérébrés qu'il domine.
Le conte lyrique Into the Little Hill, de Martin Crimp et George Benjamin (2006), est une adaptation fidèle de la légende.

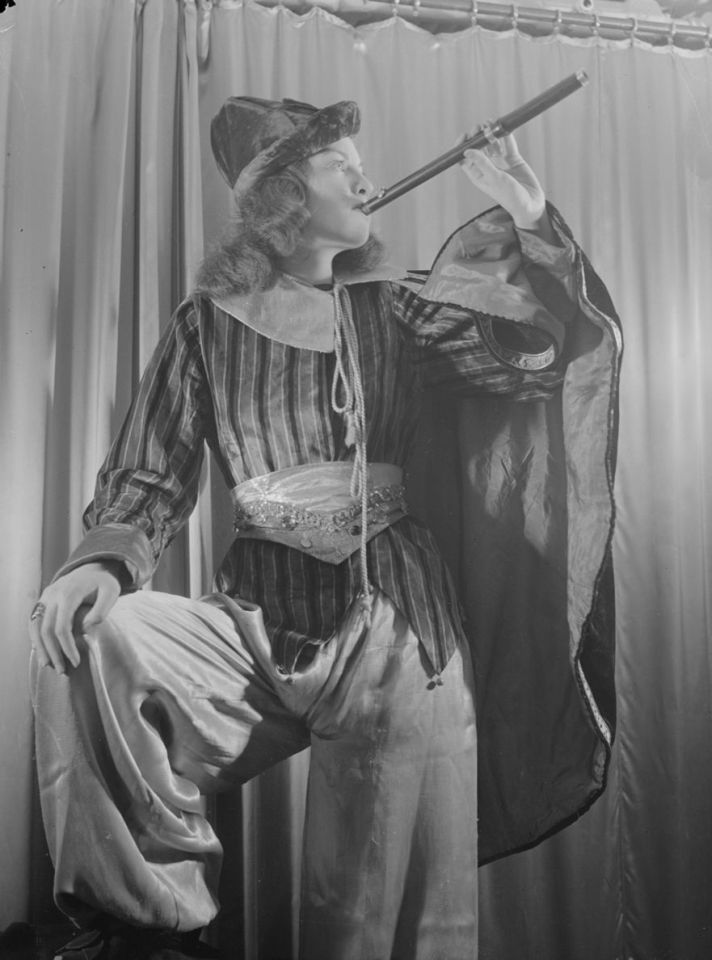
Une jeune fille costumée joue de la flûte dans la pièce de théâtre pour enfants Le Joueur de flûte de Hamelin d'après le poème de Robert Browning, mars 1945.

## Adaptations en français
- Un opéra-comique de Louis Ganne, Hans le joueur de flûte (1906)
- Samivel, Le Joueur de flûte de Hamelin, Flammarion, coll. « Castor Poche », 1990 (présentation en ligne)
- Le Joueur de pipeau, une chanson d'Hugues Aufray
- L'heure de la gargouille par Christophe Arleston et Didier Cassegrain (2011, Éditions Soleil)
- Le Joueur de flûte de Hamelin, la comédie musicale de Ludovic Girard
- Hamelin, bande dessinée d'André Houot
- Le joueur de flûte film, tourné en anglais, de Jacques Demy (1971)
- Huntik : À la recherche des Titans saison 2 épisode 16 (2010)
- le personnage de Hameline dans le manga Radiant de Tony Valente est une sorcière capable de manipuler des némésis en forme de rat.
- Le roman Le Musicien d'Annabelle Blangier (conte revisité paru chez Magic Mirror Editions).
- Le roman Tuer les rats par Louise No (conte revisité paru chez Magic Mirror Editions).
- L'Estrange Malaventure de Mirella par Flore Vesco